# آمبوهیمانگا رووا
آمبوهیمانگا رووا (به لاتین: Ambohimanga Rova) یک منطقهٔ مسکونی در ماداگاسکار است که در آنتاناناریوو-آوارادرانو واقع شده‌است. آمبوهیمانگا رووا ۲۰٬۸۷۲ نفر جمعیت دارد و ۱٬۳۲۸ متر بالاتر از سطح دریا واقع شده‌است.